# Papa Was a Sexy Dancer
Papa Was a Sexy Dancer est un album live « bootleg » — non officiel — du groupe Toto, enregistré aux Pays-Bas à Bois-le-Duc lors de la tournée Kingdom Of Desire Tour et sorti en 1992 sur CD.

## Liste des pistes
- CD 1

1. Gypsy Train
2. Never Enough
3. Child's Anthem
4. I'll Supply The Love
5. I'll Be Over You
6. How Many Times
7. Home of the Brave - Piano Solo
8. Georgy Porgy
9. 99
10. If It's The Last Night
11. Angela
12. I Won't Hold You Back

- CD 2

1. Africa
2. Kingdom of Desire
3. Jake to the Bone
4. Don't Chain My Heart
5. Stop Loving You
6. Rosanna
7. Hold The Line
8. With a Little Help from My Friends